# حصن الرناد
حصن الرناد ويطلق عليه الآن قصر الشعب ويقال له في العهد القديم المصنعة وهو قصر طيني ضخم يعد من أشهر قصور مدينة تريم بمحافظة حضرموت بالجمهورية اليمنية وأحد أبرز المعالم التاريخية في جنوب شبه الجزيرة العربية. اشتهر القصر بحجمه الهائل، وهو مكون من ستة طوابق ومن يدخله كأنه رأى المدينة بأكملها، وقد جمع في بنائه بين نمط البناء الحضرمي واليوناني والآسيوي. يعتبر القصر رمزًا للسلطة والحكم منذ عهود قديمة، ورغم أنه مبني قبل الإسلام، ظل أهل تريم القدماء مستمرين في زخرفته وترميمه طوال القرون الفائتة، وخلال تعاقب الملوك والحكومات والملاك عليه، لكونه مركزًا للحكم المحلي في المدينة باستمرار. أما مؤخرًا وكبقية أغلب القصور التاريخية، قامت وزارة الثقافة اليمنية بترميمه عام 2010 م ليصبح معلمًا ثقافيًا.

## التاريخ
يعود بناؤه كما تحكي النقوش إلى السنوات الأولى لتأسيس المدينة إلى ما قبل ميلاد المسيح بعدة قرون. وهذا الحصن أو القصر منذ تأسيسه وحتى اليوم ظل مقرًا للحكام في مختلف الدويلات التي تعاقبت على حكم تريم، وقد جددت عمارته عدة مرات حيث كانت تحرص على ترمميه وإصلاحه وإدخال التحسينات المعاصرة عليه، وأول عملية إعادة بناء وتجديد واسعة لهذا الحصن كانت في العام 600 هـ/ 1203 م على يد السلطان عبد الله بن راشد القحطاني وظل بعد ذلك التاريخ يشهد تحسينًا وتبديلًا متواصلين. ففي عام 1350 هـ/ 1931 م تقريبا أقدم حاكم تريم حينها محمد بن محسن الكثيري على هدم بعض أجزائه المتهالكة وإعادة بنائها من جديد لتظهر بالشكل الذي نراه اليوم، وخلال إعادة البناء تلك تم العثور على تمثال رخامي أبيض عليه خط مسندي ولكن لم تجر حفريات لاحقة للتحقق من التاريخ الدقيق الفعلي لبناء الحصن. وحاليا يوجد فيه مقر السلطة المحلية بمديرية تريم، وأيضا مكتب وزارة الثقافة، ومكتبة الأحقاف للمطبوعات.

## الموقع
يقع هذا القصر في وسط المدينة بين حارة الأزره إلى الشرق والسوق وحي الخليف إلى الغرب، في ساحة المدينة الرئيسية عند مدخل السوق وقرب المسجد الجامع.